# Oxalis (firma)
OXALIS, spol. s r.o. je český producent čajových směsí, dovozce a prodejce čaje a kávy se sídlem ve Slušovicích. Firmu založil v roce 1993 Petr Zelík a otevřel pod hlavičkou firmy Čajovnu na Sadové ve Zlíně. Ročně prodá 400 tun čaje a 130 tun kávy s obratem 270 milionů korun. Z produkce čajových směsí prodává 20 procent do zahraničí. Ke konci roku 2018 bylo v Česku 64 prodejen pod názvem Oxalis, z nichž polovina byla provozována jako franšíza. Dalších osm prodejen je na Slovensku. Název pochází z latinského výrazu pro šťavel či čtyřlístek.

## Historie
V roce 1993 se Petr Zelík, po zkušenostech ze začátku 90. let jako zástupce nadnárodní společnosti Teekanne, rozhodl založit Čajovnu na Sadové ve Zlíně. Následně byla k čajovně zřízena i samostatná prodejna. V roce 1995 otevřela společnost prodejnu v prvním nákupním centru v Praze, vinohradském Pavilonu a následně druhá prodejna v Centru Černý Most byla otevřena v roce 1997. Během roku 1999 k sortimentu přibyla pražená káva a vlastní aromatizované směsi.